# Laumontiet
Het mineraal laumontiet is een calcium-aluminium-tectosilicaat, een verbinding van vier tectosilicaten met calcium en aluminium met de molecuulformule CaAl2Si4O12·4(H2O). Het is een zeoliet, dus ook een tectosilicaat, en het is gehydrateerd. Het is naar de fransman FPN de Laumont (1747-1834) genoemd. Het is parelwit, grijs, roze of geel tot bruin, het heeft een glasglans en een witte streepkleur. Het heeft een monoklien kristalstelsel en een perfecte splijting volgens de kristalvlakken [110] en [010]. De massadichtheid is 2,29 kg/l, de hardheid is 3,5 tot 4 en het mineraal is niet radioactief. Laumontiet is een veel voorkomende zeoliet en wordt vooral gevormd als secundair mineraal in basaltgesteenten en andesieten. Het wordt ook gevonden in metamorfe gesteenten en granieten en in aders van koper-mineralen. De typelocatie is Nagy-Ag in Transsylvanië, in Roemenië.